# Ion Geantă
Ion Geantă, né le 12 septembre 1959 et mort le 2 juillet 2019, est un kayakiste roumain.

## Carrière
Ion Geantă est médaillé d'argent en K4 1 000 mètres (avec Mihai Zafiu, Vasile Dîba et Nicuşor Eşanu) aux Jeux olympiques d'été de 1980 à Moscou. Il participe aussi au K2 1 000 mètres aux Jeux olympiques d'été de 1984 à Los Angeles, mais ne réussit pas à se qualifier pour les demi-finales. 